# Kent Johansson (polityk)
Kent Johansson (ur. 27 grudnia 1951 w Händene) – szwedzki polityk i samorządowiec, poseł do Parlamentu Europejskiego VII kadencji.
Jest wieloletnim działaczem Partii Centrum, pełnił szereg kierowniczych funkcji w jej organizacji młodzieżowej. Powoływany w skład różnych organów doradczych, był radnym lanu Västra Götaland. W wyborach w 2009 kandydował do Parlamentu Europejskiego. Mandat europosła VII kadencji objął w 2011, zastępując Lenę Ek, która objęła stanowisko rządowe. W PE przystąpił do frakcji liberalnej, został członkiem Komisji Przemysłu, Badań Naukowych i Energii.